# Comitato Olimpico di Panama
Il Comitato Olimpico di Panama (noto anche come Comité Olímpico de Panamá in spagnolo) è un'organizzazione sportiva panamense, nata nel 1934 a Città di Panama, Panama.
Rappresenta questa nazione presso il Comitato Olimpico Internazionale (CIO) dal 1947 ed ha lo scopo di curare l'organizzazione ed il potenziamento dello sport in Panamá e, in particolare, la preparazione degli atleti panamensi, per consentire loro la partecipazione ai Giochi olimpici. L'associazione è, inoltre, membro dell'Organizzazione Sportiva Panamericana.
L'attuale presidente dell'organizzazione è Miguel Sanchiz, mentre la carica di segretario generale è occupata da Franz O. Wever.